# مباريات شطرنج إنسان ضد آلة
تمكن شطرنج الحاسوب لأول مرة من التغلب على لاعبي شطرنج أقوياء في أواخر الثمانينيات. نجاحهم الأكثر شهرة كان فوز ديب بلو على بطولة العالم للشطرنج غاري كاسباروف في عام 1997، ولكن كان هناك بعض الجدل حول ما إذا كانت ظروف المباراة في صالح الكمبيوتر.
في 2002-2003، تم رسم ثلاث مباريات بين الإنسان والحاسوب، ولكن بينما كانت Deep Blue آلة متخصصة، كانت هذه برامج شطرنج تعمل على أجهزة الكمبيوتر المتاحة تجاريًا.
فازت برامج الشطرنج التي تعمل على أجهزة الكمبيوتر المكتبية المتوفرة تجاريًا بانتصارات حاسمة ضد لاعبين بشريين في مباريات عامي 2005 و 2006. وثانيها، ضد بطل العالم آنذاك فلاديمير كرامنيك (اعتبارًا من عام 2019) آخر مباراة كبرى بين الإنسان والحاسوب.
منذ ذلك الوقت، تمكنت برامج الشطرنج التي تعمل على الأجهزة التجارية، بما في ذلك الهواتف المحمولة مؤخرًا، من هزيمة حتى أقوى اللاعبين من البشر.

## مانياك (1956)
في عام 1956 ، أصبح MANIAC ، الذي تم تطويره في مختبر لوس ألاموس الوطني، أول جهاز كمبيوتر يهزم إنسانًا في لعبة تشبه لعبة الشطرنج. باللعب مع شطرنج لوس ألاموس المبسطة، هزم مبتدئًا في 23 حركة.

## ماك هاك السادس (1966-1968)
في عام 1966 كتب معهد ماساتشوستس للتكنولوجيا للطالب ريتشارد جرينبلات برنامج الشطرنج Mac Hack VI باستخدام لغة تجميع الماكرو MIDAS على كمبيوتر ديجيتال إكوبمينت PDP-6 بذاكرة 16 كيلو بايت. قام Mac Hack VI بتقييم 10 وظائف في الثانية.
في عام 1967، تحدى العديد من طلاب وأساتذة معهد ماساتشوستس للتكنولوجيا (نظمهم سيمور بابيرت) الدكتور هوبير دريفوس للعب لعبة الشطرنج ضد Mac Hack VI. كتب دريفوس، أستاذ الفلسفة في معهد ماساتشوستس للتكنولوجيا، كتابًا ما لا تستطيع أجهزة الكمبيوتر فعله ، متشككًا في قدرة الكمبيوتر على العمل كنموذج للعقل البشري. كما أكد أنه لا يوجد برنامج كمبيوتر يمكنه هزيمة طفل يبلغ من العمر 10 سنوات في لعبة الشطرنج. قبل دريفوس التحدي. هيربرت سيمون، رائد ذكاء اصطناعي، شاهد المباراة. قال، «لقد كانت لعبة رائعة. شجيرة حقيقية بين اثنين من محبي الخشب مع رشقات من الأفكار والخطط الشيطانية، لحظات عظيمة من الدراما والكوارث التي تحدث في مثل هذه الألعاب.» كان الكمبيوتر يضرب دريفوس عندما وجد حركة يمكن أن تسقط ملكة العدو. كانت الطريقة الوحيدة التي تمكن الكمبيوتر من الخروج من هذا هو إبقاء دريفوس تحت الشيكات مع الملكة الخاصة به حتى يتمكن من شوكة الملكة والملك، ثم استبدالهما. هذا ما فعله الكمبيوتر. سرعان ما كان دريفوس يخسر. أخيرًا، قام الكمبيوتر بفحص دريفوس في منتصف اللوحة.
في ربيع عام 1967، لعب Mac Hack VI في بطولة بوسطن للهواة ، وفاز في مباراتين وتعادل في مباراتين. Mac Hack VI يتغلب على لاعب 1510 من الاتحاد للشطرنج الأمريكي. كانت هذه هي المرة الأولى التي يفوز فيها الكمبيوتر بلعبة في بطولة بشرية. في نهاية عام 1968، حصل Mac Hack VI على تصنيف 1529. وكان متوسط التصنيف في USCF قريبًا من 1500.